# Amy Mizzi
Amy Mizzi (Bateau Bay, Nueva Gales del Sur; 21 de julio de 1983) es una actriz australiana, más conocida por interpretar a Kit Hunter en la serie australiana Home and Away.

## Biografía
Amy nació en Australia; además de ser actriz es bailarina.

## Carrera
En 2003 se unió al elenco de la aclamada y exitosa serie australiana Home and Away donde interpretó a la problemática Catherine "Kit" Hunter.
Mizzi apareció por primera vez en el 2003, luego de que Kit dejara la bahía, regresó como personaje recurrente a lo largo de 2004 y 2005, para luego irse de nuevo. En 2006 Kit regresó nuevamente a Summer Bay esta vez embarazada de Kim Hyde, interpretado por el actor Chris Hemsworth. Su última aparición fue en 2007 cuando Kit, Kim y su nuevo hijo Archie dejaron Bay para irse a vivir a la ciudad. Por su interpretación fue nominada a un premio logie en el 2004 por nueva actriz más popular.
Después de terminar su participación en Home and Away, Amy comenzó a enseñar canto y baile en el Central Coast en Nueva Gales del Sur.
En 2008 se mudó al Reino Unido donde ha aparecido en varias pantomimas, entre ellas Cinderella donde interpreta a la princesa Cenicienta y en Rotherham's Aladdin como la Princesa Jasmine.

## Filmografía[4]
Series de televisión
| Año         | Serie         | Personaje  | Notas        |
| ----------- | ------------- | ---------- | ------------ |
| 2003 - 2007 | Home and Away | Kit Hunter | 60 episodios |

Películas
| Año  | Título     | Personaje          | Notas                   |
| ---- | ---------- | ------------------ | ----------------------- |
| 2007 | Hammer Bay | Vanessa "Pop" Hall | junto a Jessica McNamee |

Teatro
| Año  | Obra                | Personaje        | Director | Teatro | Notas                               |
| ---- | ------------------- | ---------------- | -------- | ------ | ----------------------------------- |
| 2009 | Cinderella          | Cinderella       | -        | -      | junto a Paul Harris & Gerran Howell |
| -    | Aladin in Rotherham | Princess Jasmine | -        | -      | -                                   |

Apariciones
| Año  | Programa               | Notas                    |
| ---- | ---------------------- | ------------------------ |
| 2005 | Home and Away Weddings | apareció como Kit Hunter |
| 2005 | Home and Away Romances | apareció como Kit Hunter |

## Premios y nominaciones
| Año  | Categoría                      | Premio      | Serie         | Resultado |
| ---- | ------------------------------ | ----------- | ------------- | --------- |
| 2004 | Most Popular New Female Talent | Logie Award | Home and Away | Nominada  |